# Everyway That I Can
Chansons représentant la Turquie au Concours Eurovision de la chanson
Leylaklar Soldu Kalbinde
(2002) For Real
(2004)
Chansons ayant remporté le Concours Eurovision de la chanson
 I Wanna
(2002)  Wild Dances
(2004)
Everyway That I Can ("De tous les moyens possibles") est la chanson gagnante du Concours Eurovision de la chanson 2003, interprétée par la chanteuse turque Sertab Erener. 
Elle est intégralement interprétée en anglais, et non pas en turc, comme le permet la règle depuis 1999.